# Terdobbiate
Terdobbiate là một đô thị ở tỉnh Novara ở vùng Piedmont của Ý, tọa lạc cách 90 km về phía đông bắc của Torino and about 10 km về phía đông nam của Novara. Tại thời điểm ngày 31 tháng 12 năm 2004, đô thị này có dân số 465 người và diện tích là 8,5 km².
Terdobbiate giáp các đô thị: Cassolnovo, Garbagna Novarese, Nibbiola, Sozzago, Tornaco, và Vespolate.